# Гаянски червен ревач
Гаянският червен ревач (Alouatta macconnelli) е вид бозайник от семейство Паякообразни маймуни (Atelidae).

## Разпространение и местообитание
Разпространен е в Бразилия, Венецуела, Гвиана, Суринам и Френска Гвиана.